# Île Henderson (Îles Pitcairn)
Pour les articles homonymes, voir Henderson et Île Henderson.
L'île Henderson (en anglais Henderson Island, Makatea de son nom autochtone en maori) est un atoll surélevé à la suite de mouvements tectoniques, situé dans l'océan Pacifique sud, qui fait partie — avec l'île de Pitcairn et deux autres îles, Oeno et l'île Ducie — de la colonie britannique de Pitcairn depuis son annexion en 1902 par le Royaume-Uni.

## Exposé sur l'île Henderson
Située à environ 192 km à l'est-nord-est de l'île Pitcairn (capitale du territoire), Makatea/Henderson mesure 31 km2. Henderson fait partie de la liste du patrimoine mondial établie par l'UNESCO depuis 1988, grâce aux oiseaux qui la peuplent et ses réserves de roche phosphatée non exploitées.
L'île est inhabitée (et inhabitable car elle ne possède aujourd'hui aucune source d'eau potable), mais des découvertes archéologiques (terrasses pour culture sur les pentes, traces d'habitations) suggèrent qu'elle fut néanmoins peuplée par une colonie polynésienne permanente entre les XIIIe siècle et XVe siècle. Dans son ouvrage Effondrement, Jared Diamond étudie la colonisation de cette île et les causes de sa disparition. La population totale est estimée à quelques dizaines d'individus, ce qui représente probablement le maximum absorbable par l'île étant donné les faibles ressources naturelles. Les causes de la disparition de cette colonie sont inconnues, mais c'est très probablement la diminution pluviométrique (confirmée par les changements de végétation, eux-mêmes détectables grâce aux proportions des pollens fossiles dans le sol) et le tarissement des sources qui en sont la cause. À la même époque, les Polynésiens de l'île Pitcairn ont aussi dû quitter leur île, tandis que la population de Mangareva a fortement décliné. Les habitants d'Henderson dépendaient en effet fortement de l'importation de produits de première nécessité (des pierres pouvant servir à fabriquer des outils par exemple), ces importations se faisant depuis Mangareva et qui ont dû s'arrêter à cause de la déforestation sur celle-ci qui rendit impossible la construction de bateaux. C'est probablement vers 1500 que les échanges ont cessé, car les couches archéologiques ne comprennent plus de débris de produits importés de Pitcairn ou de Mangareva. Malgré tout, la colonie d'Henderson est parvenue à survivre quelques décennies, sûrement dans le plus grand dénuement, privée notamment d'outils en pierre. L'absence d'arbres pouvant servir à construire des pirogues a en outre interdit aux habitants de pouvoir quitter l'île.
En 1606, le navigateur portugais Pedro Fernandes de Queirós découvre l'île qu'il nomme San Juan Bautista. Aucun être humain vivant n'est alors rencontré, attestant de la disparition de la colonie polynésienne.
En décembre 1820, les 20 naufragés du baleinier Essex y accostèrent et y survécurent pendant une semaine. Les trois marins, qui décidèrent de rester sur l'île tandis que les autres repartaient, furent retrouvés épuisés mais vivants 3 mois plus tard.
De nos jours, Makatea/Henderson est rarement visitée, sauf par les frégates de la marine française basées à Tahiti (dans le cadre d'un accord avec le Royaume-Uni)[réf. nécessaire] et par les habitants de l'île Pitcairn qui y viennent régulièrement à la recherche de bois. Ceux-ci la jugent trop petite et trop escarpée pour l'agriculture. En 1957, un homme vécut volontairement comme naufragé sur l'île pendant deux mois, accompagné d'un chimpanzé apprivoisé, apparemment pour des raisons publicitaires. Il fut finalement transporté sur Pitcairn une fois ses réserves d'eau épuisées.
Au début des années 1980, l'homme d'affaires américain Arthur M. Ratliff souhaita s'établir sur l'île et envisagea de construire une piste d'aérodrome. Le Conseil de l'île approuva le projet en avril 1981, mais le Bureau des Affaires étrangères et du Commonwealth annula la décision et imposa son véto au développement proposé après qu'un groupe d'environnementalistes eut fait pression au nom de la protection de l'écologie naturelle et environnementale de l'île,.

## Environnement

### Faune
L'île abrite en tout une cinquantaine d'espèce d'oiseaux, dont quatre sont endémiques : le ptilope de Henderson, le lori de Stephen, la rousserolle de Henderson et la marouette de Henderson. Trois espèces d'oiseaux de la famille des columbidés (Gallicolumba leonpascoi, Ducula harrisoni et Bountyphaps obsoleta) étaient également endémiques à l'île mais sont éteintes à la suite de l'arrivée des Polynésiens.

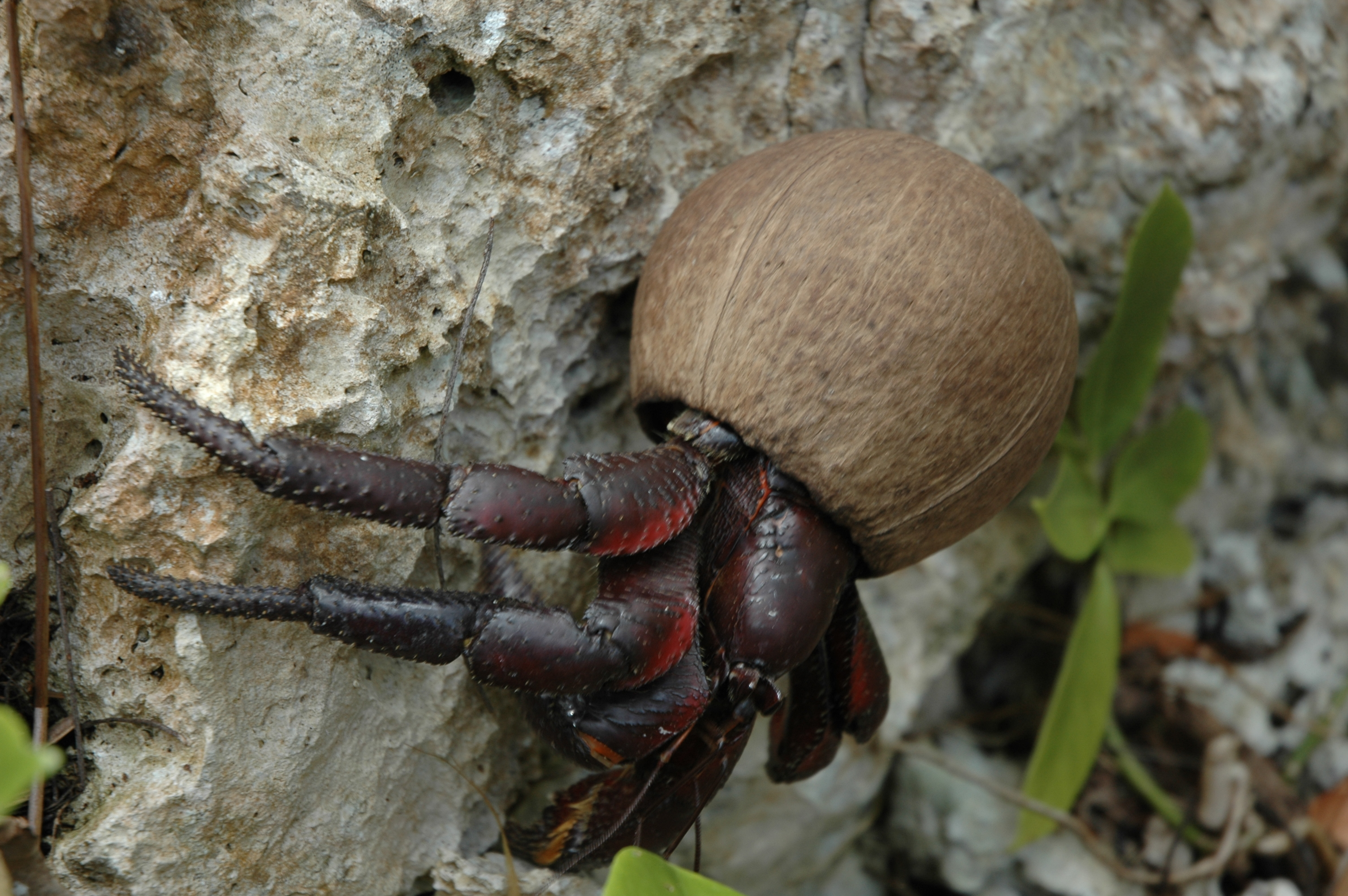
Crabe de cocotier.

### Flore
L'île Henderson est recouverte d'une broussaille forestière haute de 5 à 10 mètres, plus fine dans la dépression centrale.
L'île compte 51 espèces de plantes à fleurs dont 10 sont endémiques. Parmi les arbres présents, on compte, outre le cocotier, les espèces suivantes : pandanus tectorius, thespesia populnea, le Tournefortia argentea,  Cordia subcordata, Guettarda speciosa, Pisonia grandis, Geniostoma hendersonense, Nesoluma st.-johnianum, Hernandia stokesii, Myrsine hosakae, Celtis.

### Pollution
Malgré son éloignement de la civilisation industrielle, cette île abriterait l’une des plus fortes concentrations de déchets plastiques au monde, en raison du jeu de la gyre océanique. Selon l'ONG britannique Royal Society for the Protection of Birds, on y recenserait jusqu'à 671 morceaux de plastique au mètre carré et les scientifiques estiment que, nonobstant sa superficie réduite, l'île abriterait dix-sept tonnes de déchets qui se seraient échoués là au gré des courants de l'océan Pacifique. L’île posséderait ainsi la densité la plus élevée de détritus de la planète. Outre les déchets, de fortes odeurs, parfois pestilentielles, polluent l'air de l’île en fonction de l'arrivée des nouveaux déchets et de leur constitution, car de nombreux poissons et oiseaux meurent en ingérant des morceaux de plastique et s'échouent sur ses plages. En juin 2019, une campagne de ramassage permet de récolter en deux semaines sur les plages de l’île six tonnes de déchets plastiques originaires de toutes les parties du globe.